# آختین‌هوفن، هلند جنوبی
اکتین‌هاون، جنوب هلند (به هلندی: Achttienhoven, South Holland) یک سکونتگاه مسکونی و آبادی در هلند است که در Nieuwkoop واقع شده‌است.

## خصوصیات
اکتین‌هاون ۱۴۰ نفر جمعیت دارد.